# Сколівська міська рада
Сколівська міська рада — орган місцевого самоврядування у Стрийському районі Львівської області. Адміністративний центр ради — місто Сколе.

## Загальні відомості
Територією ради протікає річка Опір.

## Населені пункти
Міській раді підпорядковані населені пункти:
- м. Сколе
- селище Верхнє Синьовидне
- Гребенів
- Дубина
- Кам'янка
- Коростів
- Корчин
- Крушельниця
- Межиброди
- Нижнє Синьовидне
- Підгородці
- Побук
- Сопіт
- Тишівниця
- Труханів
- Урич
- Ямельниця

## Склад ради
Рада складається з 30 депутатів та голови.

### Керівний склад попередніх скликань
| ПІБ                                | Основні відомості                                    | Дата обрання | Дата звільнення |
| ---------------------------------- | ---------------------------------------------------- | ------------ | --------------- |
| Марушкевич Олександр Олександрович | Міський голова, 1951 р.н., освіта, безпартійний      | 26.03.2006   | 31.10.2010      |
| Москаль Володимир Богданович       | Міський голова, 1976 р.н., освіта вища, безпартійний | 31.10.2010   |                 |

Примітка: таблиця складена за даними джерела